# 三国直福
三国 直福（三國、みくに なおとみ、1893年（明治26年）7月12日 - 1990年（平成2年）6月2日）は、日本の陸軍軍人。最終階級は陸軍中将。

## 経歴
福井県出身。中学校教員・三国芳次郎の息子として生まれる。京都第一中学校（現京都府立洛北高等学校・附属中学校）、大阪陸軍地方幼年学校、中央幼年学校を経て、1913年（大正2年）5月、陸軍士官学校（25期）卒業。同年12月、砲兵少尉に任官し野砲兵第22連隊付となる。1916年（大正5年）11月、陸軍砲工学校高等科（22期）を卒業。1921年（大正10年）11月、陸軍大学校（33期）卒業した。
1922年（大正11年）8月、野砲兵第22連隊中隊長に就任し、参謀本部付勤務、第18師団参謀、陸軍兵器本廠付（陸軍省新聞班）、第6師団司令部付を務め、1928年（昭和3年）8月、砲兵少佐に昇進し第3師団司令部付となる。1932年（昭和7年）8月、砲兵中佐に進級し野砲兵第22連隊付となる。
陸軍技術本部付（新聞班）を経て、1936年（昭和11年）12月、砲兵大佐に昇進し野砲兵第22連隊長に就任し日中戦争に出征。南京戦などに参戦。1938年（昭和13年）7月、第15師団参謀長に転じ武漢作戦などに参戦した。1939年（昭和14年）8月、陸軍少将に進級し南京特務機関長に就任。1940年（昭和15年）5月、陸軍省兵務局付となり帰国し、陸軍省調査部付、同調査部長を務め、1942年（昭和17年）12月、陸軍中将に進んだ。1943年（昭和18年）3月、第21師団長に親補され、ハノイに駐屯し終戦を迎えた。
その後、BC級戦犯容疑で逮捕され、1947年（昭和22年）10月24日、広東法廷で終身刑の判決を受けた。1948年（昭和23年）1月31日、公職追放仮指定を受けた。1949年（昭和24年）2月、日本に移送され、1952年（昭和27年）8月に釈放された。

## 親族
- 義兄 西川達次郎（陸軍少佐）[1]